# KBS 2TV 토일 드라마
KBS 2TV 토일 드라마는 KBS 2TV에서 매주 토요일부터 일요일 밤 9시 20분에 방송하는 드라마 프로그램이다.

## 개요
미니 시리즈 드라마 형식으로 방송할 예정이다.

## 방송 시간
| 방송 채널 | 방송 기간              | 방송 시간                             | 방송 분량        |
| --------- | ---------------------- | ------------------------------------- | ---------------- |
| KBS 2TV   | 2025년 8월 23일 ~ 현재 | 매주 토요일 ~ 일요일 밤 21:20 ~ 22:20 | 60분 (중간 광고) |

## 프로그램 리스트
- 아래 드라마 프로그램들은 2003년 이전에 제작·방송한 작품들로 부득이하게 일부 장면에서 흡연 장면 및 담배 소품이 노출될 수 있으며 시청자 여러분들의 양해를 바랍니다.
- 아래 드라마 프로그램들은 2002년 11월 이후 시청 가능 연령을 표시하는 드라마 프로그램 등급 제도를 의무적으로 시행하여 현재까지 이어지고 있습니다.
- 2017년 3월 1일부터 TV 프로그램 등급 표시 외에 주제, 폭력성, 선정성, 언어, 모방 위험 등 분류 사유 표시를 의무적으로 시행하고 있습니다.

### 2020년대

#### 2025년
- 《트웰브》 : 2025년 8월 23일 ~ 방송 예정
- 《은수 좋은 날》: 2025년 9월 20일 ~ 방송예정
- 《마지막 썸머》: 2025년 11월 ~ 방송예정

#### 2026년
- 《은애하는 도적님아》: 2026년 1월 3일 ~ 방송예정
- 《대왕문무》

## 경쟁 프로그램
- MBC 토일 드라마
- SBS 토일 드라마
- TV조선 토일 드라마
- JTBC 토일 드라마
- 채널A 토일 드라마
- MBN 토일 드라마
- tvN 토일 드라마
- ENA 토일 드라마